# James Clements
James Franklin Clements (31 de octubre de 1927 – 9 de junio de 2005) fue un ornitólogo y hombre de negocios estadounidense.

## Biografía
Consiguió su doctorado (PhD) en la Alliant International University en 1975. Su tesis se convirtió en la primera edición de su libro: Birds of the World, A Check List. Esta obra se ha convertido en una de las listas taxonómicas de aves más usadas. En el momento de su muerte, Clements, casi había terminado con la sexta edición de la obra. Tras acordarlo con su viuda, el Cornell Laboratory of Ornithology se ha hecho responsable de la serie, y será él quien continúe publicando más revisiones de la obra.
Se casó tres veces y tuvo dos hijos. Murió en 2005, en Oceanside, California de leucemia.
Un ave, la perlita de Iquitos (Polioptila clementsi) recibió su nombre en su honor.